# Berlinski filharmoničari
Berlinski filharmoničari (njem. Berliner Philharmoniker; engl. Berlin Philharmonic) su jedan od najpoznatijih i najboljih njemačkih i svjetskih simfonijskih orkestara. ↓1 Aktualni šef dirigent Berlinskih filharmoničara i umjetnički ravnatelj berlinske Filharmonije je Kirill Petrenko.

## Povijest
Dvorski orkestar iz Meiningena (Meininger Hofkapelle), svojedobno jedan od vodećih njemačkih orkestara, nastupio je početkom siječnja 1882. godine u dvorani berlinske Pjevačke akademije (Sing-Akademie zu Berlin) pod ravnanjem slavnoga Hansa von Bülowa. Njihov je koncert oduševio i publiku i glazbene kritičare, pa su se tada i berlinske novine raspisale o tome da bi novoimenovani glavni grad Njemačkoga Carstva također trebao osnovati jedan podjednako reprezentativni orkestar. ↓2
Još od 1867. godine u Berlinu je djelovao orkestar koji je utemeljio njemački dirigent i skladatelj Johann Ernst Benjamin Bilse. Bilseov je orkestar redovito nastupao u novoj koncertnoj dvorani u Lajpciškoj ulici (Leipziger Straße), a berlinska je publika vrlo rado posjećivala njihove koncerte. Iako su ti koncerti pretežito bili lakoglazbenoga, zabavnoga karaktera, Bilse je povremeno u programe uvrštavao i djela t.zv. ozbiljnih skladatelja. Tako je jednom prilikom Bilseovim orkestrom ravnao i Richard Wagner. Bilse je sa svojim orkestrom gostovao u mnogim europskim gradovima, primjerice Sankt Peterburgu, Rigi, Varšavi, Amsterdamu, Beču i Parizu. No 1882. došlo je do razmirica u orkestru: nezadovoljni uvjetima rada i plaćom, 54 su glazbenika napustila Bilsea te 1. svibnja iste godine službeno osnovali svoj orkestar, zavjetovavši se na „međusobno neraskidivo zajedništvo” i obvezavši se osobno brinuti o financijama novoga orkestra. Ispočetka su nastupali kao »Negdašnji Bilseov orkestar« (»Frühere Bilsesche Kapelle«) u vrtnom restoranu »Flora« u Charlottenburgu ↓3, a nakon što je brigu o organizaciji i poslovanju orkestra istoga ljeta 1882. preuzeo Hermann Wolff, dobili su i novo ime: Orkestar berlinske Filharmonije (Berliner Philharmonisches Orchester). To su ime filharmoničari službeno zadržali sve do posljednje reorganizacije 2002. godine.
Šefovi dirigenti Berlinskih filharmoničara:
- Ludwig von Brenner (1882. – 1887.)
- Hans von Bülow (1887. – 1893.) ↓4
- Arthur Nikisch (1895. – 1922.)
- Wilhelm Furtwängler (1922. – 1945.)
- Leo Borchard (svibanj – kolovoz 1945.)
- Sergiu Celibidache (1945. – 1952.)
- Wilhelm Furtwängler (1952. – 1954.)
- Herbert von Karajan (1955. – 1989.)
- Claudio Abbado (1989. – 2002.)
- Sir Simon Rattle (od 2002. – 2018.)
- Kirill Petrenko (od 2019. do danas)

Prvi šef dirigent i umjetnički ravnatelj Orkestra berlinske Filharmonije bio je Ludwig von Brenner. U početku su – kao i u Bilseovu orkestru – svirali pretežito glazbu zabavnoga karaktera. U isto je vrijeme Hermann Wolff osmislio i pretplatničke, t.zv. Filharmonijske koncerte, u sklopu kojih su bila izvođena i zahtjevnija simfonijska djela. Ti su koncerti, dakako, bili namijenjeni i ozbiljnijoj publici. No i dalje su bili održavani »popularni koncerti«, koji su Filharmoničarima sve do 1930-ih godina bili izvorom sigurnih prihoda. Uz Ludwiga von Brennera u prvim su godinama orkestrom često ravnali i drugi značajni umjetnici, primjerice Karl Klindworth i violinist Joseph Joachim. 1884. je i Johannes Brahms ravnao koncertnim izvedbama vlastitih djela.
Godine 1887. Hermann Wolff je za šefa dirigenta Orkestra berlinske Filharmonije angažirao Hansa von Bülowa, koji je već tada bio slavan i međunarodno priznat kao dirigent i pijanist. Njegove su probe s orkestrom često bile satima duge i naporne, ali zajednički je trud rezultirao značajnim pomakom u kvaliteti koncertnih izvedba. Bülow je i od sebe i od svojih glazbenika zahtijevao najveću koncentraciju, ozbiljnost i stvarnu posvećenost vlastitom glazbenom poslanju te iznimnu pažnju, kako za svaku pojedinu notu, tako i za cjelokupnu izvedbu. ↓5 No Bülow je jednako tako predano (pre)odgajao i koncertnu publiku: za vrijeme njegova koncerta nisu se, kao nekoć ranije, smjela servirati jela i točiti pića, a nije bilo dozvoljeno razgovarati niti pušiti. Zaslugom Hermanna Wolffa Orkestar berlinske Filharmonije je 1888. dobio i svoju stalnu koncertnu dvoranu: preuređeno dvoransko koturaljkalište u Bernburškoj ulici (Bernburger Straße). Te godine Filharmoničarima je ravnao i Petar Iljič Čajkovski, a godinu dana kasnije i Edvard Grieg: oba su slavna skladatelja ravnali izvedbama vlastitih simfonijskih djela. Hans von Bülow je do 1893. bio šef dirigent Orkestra berlinske Filharmonije. Sljedeće dvije godine Orkestar je djelovao bez službenoga šefa dirigenta. U tom je razdoblju orkestrom često ravnao Richard Strauss.
Arthur Nikisch biva, na preporuku slavnoga Franza Liszta, 1895. izabran za doživotnoga šefa dirigenta Orkestra berlinske Filharmonije. Tu je službu zdušno obavljao punih 27 godina – sve do svoje smrti 1922. Pod njegovim vodstvom Filharmoničari su postali jedan od najuglednijih europskih orkestara: osim u Njemačkoj, nastupali su u Rusiji, Švicarskoj, Belgiji, Francuskoj, Italiji, Španjolskoj i Portugalu. Uz njih su gostovali i mnogi glazbenici međunarodnoga ugleda, primjerice Pablo de Sarasate, Eugène Ysaÿe, Fritz Kreisler, Pablo Casals i tada 11-godišnje čudo od djeteta Jascha Heifetz. Arthur Nikisch i Orkestar berlinske Filharmonije su 1913. za diskografsku kuću Deutsche Grammophon Gesellschaft prvi u povijesti na gramofonsku ploču snimili cijelu jednu simfoniju: Beethovenovu Petu.
Arthura Nikischa je, na mjestu šefa dirigenta Orkestra berlinske Filharmonije, 1922. naslijedio Wilhelm Furtwängler, koji je do tada bio umjetnički ravnatelj Berlinske državne opere (Berliner Staatsoper). Furtwängler – jedan od najznačajnijih dirigenata prve polovice 20. stoljeća – je s velikim uspjehom nastavio djelo svojega prethodnika. Tijekom sljedećih je 23 godine svojim djelovanjem i interpretacijama priskrbio Filharmoničarima međunarodni značaj i ugled: obostrane su zasluge i za brojne praizvedbe djela poznatih skladatelja, primjerice Rahmanjinova, Prokofjeva, Stravinskoga, Ravela i Hindemitha.
Početkom 1930-ih godina gospodarska je kriza u Njemačkoj ozbiljno ugrozila i opstanak Orkestra berlinske Filharmonije, pa su stoga odgovornost za stabilno financijsko poslovanje Orkestra 1932. preuzeli grad Berlin, država (Reich) i berlinski Radio. Filharmoničari su zauzvrat bili obvezni koncertirati za radništvo, narod i školarce. ↓6 Već sljedeće godine je Nacionalsocijalistička njemačka radnička stranka preuzela vlast pa je, slijedom tadašnjih događanja, i Treći Reich preuzeo financiranje Orkestra. ↓7 No Furtwängler je – unatoč zabranama – i dalje nastavio izvoditi skladbe Mendelssohna ili pak Hindemithovu »izopačenu glazbu« (»Entartete Musik«). Zbog nesuglasica s nacističkim režimom bio je 1934. prisiljen odstupiti sa svih službenih dužnosti ↓8 pa je od tada Filharmoničarima ravnao samo kao gost. U razdoblju od 1934. do 1952. godine Orkestar berlinske Filharmonije formalno je djelovao bez šefa dirigenta.
Prvi koncert nakon Drugoga svjetskog rata održan je već 26. svibnja 1945. u preuređenoj dvorani berlinskoga kina Titania. Budući da je Wilhelm Furtwängler bio u nemilosti američkih osloboditelja (bilo mu je zabranjeno javno nastupati), Orkestrom berlinske Filharmonije ravnao je Leo Borchard, novoizabrani šef dirigent. No Borchard je nesretnim slučajem poginuo nekoliko mjeseci kasnije, točnije 23. kolovoza: prilikom prelaska iz britanske u američku vojnu zonu zabunom ga je ubio jedan američki vojnik. Borcharda je na mjestu šefa dirigenta naslijedio do tada sasvim nepoznati Sergiu Celibidache, koji je s Filharmoničarima uspješno debitirao 29. kolovoza 1945. Početkom 1947. u procesu denacificikacije Wilhelm Furtwängler biva i službeno oslobođen optužbi za kolaboraciju s nacistima: biva mu opet dozvoljeno javno djelovanje te već krajem svibnja iste godine ponovno ravna Orkestrom berlinske Filharmonije. Tijekom sljedećih pet godina Furtwängler i Celibidache zajedno obnašaju dužnosti ravnatelja Orkestra. Brigu o Orkestru berlinske Filharmonije i njegovu poslovanju 1952. godine preuzima Savezna pokrajina Berlin (Land Berlin), a Wilhelm Furtwängler biva proglašen doživotnim šefom dirigentom Orkestra.
Nakon Furtwänglerove smrti u studenom 1954. godine, za šefa dirigenta biva izabran Herbert von Karajan. On je tu dužnost časno i predano obnašao pune 34 godine: svojim je djelovanjem ostvario specifičan zvuk Orkestra te s glazbenicima postigao savršenstvo i virtuoznost kakve do tada u tom obliku nije bilo. To je postignuće bilo temelj za uspješnu nacionalnu i još veću internacionalnu afirmaciju Orkestra berlinske Filharmonije. Za Karajanova mandata sagrađena je i 1963. godine otvorena nova zgrada, odnosno koncertna dvorana berlinske Filharmonije, a Orkestar je turnejama i nastupima diljem svijeta – ali jednako tako brojnim koncertnim i studijskim snimanjima – stalno potvrđivao svoju kvalitetu. U travnju 1989. godine – tek nekoliko mjeseci prije smrti – Karajan je odstupio s mjesta šefa dirigenta Orkestra berlinske Filharmonije. To je mjesto zatim bilo ponuđeno Carlosu Kleiberu, ali on tu ponudu nije prihvatio.
Karajana je 1989. na dužnosti novoga šefa dirigenta Orkestra berlinske Filharmonije naslijedio Claudio Abbado. Abbado je Filharmoničarima već od ranije bio vrlo dobro poznat kao dirigent, jer je s Orkestrom surađivao još od 1966. godine. Tu je suradnju uspješno nastavio i kao šef dirigent, značajno pomladivši sastav Orkestra. Zaslužan je i za određene repertoarne pomake češćim izvođenjem djela suvremenih skladatelja, kao i za ponešto drukčije osmišljene koncertne sezone. Tako su pojedini programi često bili vezani uz kakvu određenu temu, primjerice grčku antiku, Shakespeareove drame, liriku Friedricha Hölderlina, Goetheova Fausta i slično.
U veljači 1998. Claudio Abbado je Filharmoničarima navijestio da po isteku njegova ugovora 2002. godine više neće moći obnašati dužnost šefa dirigenta Orkestra. Filharmoničari su stoga u lipnju 1999. za svojega budućeg šefa dirigenta izabrali karizmatičnoga Simona Rattlea. Rattle je dužnost preuzeo 2002. godine: svoj angažman uvjetovao je reorganizacijom Orkestra i preobrazbom Filharmonije u samostalnu javnu zakladu. Njegovim se zahtjevima udovoljilo pa je Orkestar berlinske Filharmonije od 1. siječnja 2002. i službeno preimenovan u Zakladu »Berlinski filharmoničari« (Stiftung Berliner Philharmoniker) koja je tako i pravno ostvarila svoju umjetničku i financijsku neovisnost.
»Ovaj orkestar nevjerojatno brzo misli i reagira, svaki pojedini njegov glazbenik. Oni nikada ne miruju. Možda je to i zbog ovoga grada, Berlina, koji funkcionira na isti način. S Berlinskim filharmoničarima možete biti sigurni da daju sve od sebe – uvijek! Oni ne pitaju „Kako?” – oni pitaju „Zašto?” Zato volim raditi s njima.« (Sir Simon Rattle)
Članovi orkestra su tijekom višesatnoga vijećanja 11. svibnja 2015. pokušali izabrati nasljednika aktualnoga šefa-dirigenta Simona Rattlea, no nisu se uspjeli dogovoriti. Dana 22. lipnja službeno je objavljeno da će dužnost novoga šefa-dirigenta Berlinskih filharmoničara 2018. godine preuzeti Kirill Petrenko.

## Nagrade i priznanja
- 1970. Grammy za najbolju snimku opere (R. Wagner: Siegfried, dir. Herbert von Karajan, DGG 1969.)
- 1979. Grammy za najbolju orkestralnu izvedbu (L. van Beethoven: Simfonije 1-9, dir. Herbert von Karajan, DGG 1978.)
- 1981. Nagrada Gramophone za najbolju orkestralnu snimku godine (G. Mahler: Simfonija br. 9, dir. Herbert von Karajan, DGG 1980.)
- 1984. Nagrada Gramophone za najbolju snimku godine (G. Mahler: Simfonija br. 9, dir. Herbert von Karajan, DGG 1984. / koncertna snimka uživo iz 1982.)
- 1987. Timbre de Platine (Platinasti pečat) francuskoga časopisa Opéra International za najbolju snimku ozbiljne glazbe (W. A. Mozart: Requiem, dir. Riccardo Muti, EMI 1987.)
- 1993. Grammy za najbolji album ozbiljne glazbe i najbolju orkestralnu izvedbu (G. Mahler: Simfonija br. 9, dir. Leonard Bernstein, DGG 1992./snimka iz 1979.)
- 1995. Grammy za najbolju izvedbu komorne glazbe (Beethoven & Mozart: Kvinteti (Chicago-Berlin) / Daniel Barenboim, glasovir – Dale Clevenger, rog – Larry Combs, klarinet – Daniele Damiano, fagot – Hansjörg Schellenberger, oboa; ERATO 1994.)
- 1998. Grammy za najbolju izvedbu komornog ansambla (Hindemith: Kammermusik Nr. 1 mit Finale 1921, Op. 24 Nr. 1; dir. Claudio Abbado, EMI 1996.)
- 2000. Grammy za najbolju vokalnu ozbiljnoglazbenu izvedbu (G. Mahler: Dječakov čarobni rog, solisti: Anne Sofie von Otter i Thomas Quasthoff, dir. Claudio Abbado, DGG 1999.)
- 2000. Nagrada Gramophone za najbolju orkestralnu snimku godine (G. Mahler: Simfonija br. 10, dir. Sir Simon Rattle, EMI 2000.)
- 2001. Grammy za najbolju orkestralnu izvedbu (G. Mahler: Simfonija br. 10, dir. Sir Simon Rattle, EMI 2000.)
- 2001. Classical BRIT Award za najbolji orkestralni album godine (G. Mahler: Simfonija br. 10, dir. Sir Simon Rattle, EMI 2000.)
- 2003. Classical BRIT Award za najbolji orkestralni album godine (G. Mahler: Simfonija br. 5, dir. Sir Simon Rattle, EMI 2002.)
- 2003. Nagrada ECHO Klassik za najbolju snimku vokalnoinstrumentalne skladbe (A. Schönberg: Gurre-Lieder, dir. Sir Simon Rattle, EMI 2002.)
- 2004. Glazbena nagrada Herbert von Karajan
- 2004. Nagrada Gramophone za najbolju instrumentalnu solističku izvedbu uz orkestar (Grieg & Schumann: Koncerti za klavir, solist: Leif Ove Andsnes / dir. Mariss Jansons, EMI 2004.)
- 2006. Nagrada ECHO Klassik za najbolju glazbenu DVD-produkciju godine (Rhythm Is It!, 2005.)
- 2006. Nagrada ECHO Klassik za najbolju snimku simfonijske skladbe (G. Mahler: Simfonija br. 6, dir. Claudio Abbado, DGG 2005.)
- 2006. Nagrada Gramophone za najbolju snimku godine (G. Mahler: Simfonija br. 6, dir. Claudio Abbado, DGG 2005.)
- 2007. Grammy za najbolju instrumentalnu solističku izvedbu uz orkestar (Rahmanjinov: Koncerti za klavir br. 1 i 2, solist: Leif Ove Andsnes, dir. Antonio Pappano, EMI 2006.)
- 2007. Classical BRIT Award za najbolju snimku godine (Gustav Holst: Planeti, dir. Sir Simon Rattle, EMI 2006.)
- 2007. Medalja Karla Velikoga za doprinos europskoj integraciji
- 2007. Berlinski filharmoničari i njihov šef dirigent Sir Simon Rattle proglašeni su UNICEF-ovim poslanicima dobre volje
- 2012. Nagrada ECHO Klassik za najbolju izvedbu godine (skladbe i obradbe Arnolda Schönberga, dir. Sir Simon Rattle, EMI Classics)

## Zanimljivosti
Početkom 1970-ih Berlinski su filharmoničari utemeljili i vlastito glazbeno odlikovanje: Medalju Hans von Bülow. Do danas su ovom medaljom počašćeni brojni zaslužni umjetnici, posebice dirigenti, koji su uspješno surađivali s Orkestrom: Eugen Jochum, Herbert von Karajan, Bernard Haitink, Günter Wand, Nikolaus Harnoncourt, Hans Werner Henze, Claudio Abbado, Wolfgang Sawallisch, Georg Solti, Alfred Brendel, Claudio Arrau, Zubin Mehta, Daniel Barenboim, Seiji Ozawa, Lorin Maazel, Lovro von Matačić, Mariss Jansons, Erich Hartmann, Rudolf Serkin, Yehudi Menuhin, Dietrich Fischer-Dieskau, Wolfgang Stresemann, Hans Heinz Stuckenschmidt i brojni drugi.
Mnogi članovi Berlinskih filharmoničara podučavaju odabrane mlade glazbenike u sklopu Akademije Berlinskih filharmoničara (Orchester-Akademie der Berliner Philharmoniker), koja je utemeljena početkom 1970-ih na poticaj Herberta von Karajana, tadašnjega šefa dirigenta Orkestra. Tim djelovanjem Filharmoničari brinu o svojim potencijalnim novim članovima i vlastitoj budućnosti.
Pojedini članovi Berlinskih filharmoničara djeluju i u svjetski poznatim komornim sastavima osnovanima u sklopu Orkestra, primjerice Philharmonia Quartett Berlin (Gudački kvartet Berlinskih filharmoničara), Die 12 Cellisten der Berliner Philharmoniker (12 čelista Berlinskih filharmoničara) ili Philharmonisches Bläserquintett Berlin (Puhački kvintet Berlinskih filharmoničara).
Već je godinama posljednji koncert u svakoj sezoni Berlinskih filharmoničara poseban doživljaj za berlinsku publiku: Filharmoničari nastupaju pred gotovo 20 000 slušatelja na pozornici pod vedrim nebom (Berliner Waldbühne), koja se nalazi na zapadnom kraju berlinskoga Olimpijskog parka (Olympiapark Berlin) u okrugu Charlottenburg-Wilmersdorf. Koncert tradicionalno završava popularnom koračnicom Berliner Luft (Berlinski zrak) iz operete Frau Luna (Gospođa Luna) njemačkoga skladatelja Paula Linckea. 
Još od »Karajanove ere« Filharmoničari su redovito snimali svoje koncerte i izvedbe, dakako – uvijek u skladu s najaktualnijim mogućnostima snimanja zvuka. Tako su 2008. godine pokrenuli (tada) jedinstveni projekt pod nazivom Digital Concert Hall (njem. Digitaler Konzertsaal; hrv. Digitalna koncertna dvorana): koncerte Filharmoničara moguće je putem interneta pratiti uživo ili ih naknadno gledati i slušati, jer istodobno bivaju i digitalno snimani.